# Bothriechis marchi
Bothriechis marchi або Гондураська пальмова гадюка — вид змій родини гадюкових. Поширений в Центральній Америці.

## Опис
Дорослі часто доростають до 80 см в довжину. Найбільший зразок був розміром 96.8 см. Зеленого забарвлення з відносно струнким тілом і хапальним хвостом.

## Поширення
Поширений на Атлантичному схилі північно-західного Гондурасу і східної Гватемали. Мешкає в сезонному лісі на висоті 500—1500 м.